# Денніч (альбом)
«Денніч»  — перший альбом-збірка українського гурту Друга Ріка, який вийшов 12 грудня 2006 року на лейблі Lavina Music. Альбом включає 13 синглів гурту за 10 років творчості. Також на збірці є одна нова композиція — «Денніч», на яку було знято відеокліп. Режисером виступив бас-гітарист гурту — Віктор Скуратовський.

## Про альбом
Ось як описувався музичний етап пудсумування першого 10-річчя творчості гурту  [Архівовано 1 лютого 2018 у Wayback Machine.]:
|                       | Десять років – як день промайнули. Лише вчора, здається, українські ефіри капітулювали перед "Математикою" та "Оксаною" – і стільки було в цьому хлоп’ячого запалу, стільки було в цьому зовсім юної романтики... Але минали дні, роки, альбоми. "Друга Ріка" якось так м’яко, ненав’язливо, але впевнено стала займати все більше місця в українському музичному просторі. Хлопці стали хоч і молодими, але вже чоловіками – і це явно і сильно вплинуло як на тексти, так і на музику. Трохи більше суму, більше прозорості – і все менше зайвих рухів. Досвід музичний плюс досвід життєвий – і сьогодні "Друга Ріка" є одним з найбільш яскравих представників українського неоромантизму. Гурт настільки явно, якісно зростає над собою з кожним новим альбомом, що проміжна зупинка виглядає дуже доречною. І такою зупинкою, підсумком десяти років стала ця компіляція, "Денніч". Втім, зверніть увагу – знайшлося тут місце і для дечого нового. І це зайвий раз свідчить – рух продовжується, зростання не припинилося. Наступний альбом, судячи зі всього, має презентувати абсолютно нову якість, новий рівень майстерності – мені здається, мова йде про суттєве заглиблення в матеріал. Ну а поки – "Денніч".. |
| — Антон „Йожик“ Лейба | |

## Композиції
| #     | Назва                        | Автор слів  | Автор музики                                                    | Тривалість |
| ----- | ---------------------------- | ----------- | --------------------------------------------------------------- | ---------- |
| 1.    | «Денніч»                     | В. Харчишин | О. Барановський / С. Гера                                       | 3:48       |
| 2.    | «П'ю з твоїх долонь»         | В. Харчишин | О. Барановський                                                 | 4:18       |
| 3.    | «Вже не сам»                 | В. Харчишин | О. Барановський                                                 | 3:28       |
| 4.    | «Спи до завтра»              | В. Харчишин | О. Барановський                                                 | 3:27       |
| 5.    | «Алло»                       | В. Харчишин | О. Барановський                                                 | 3:57       |
| 6.    | «Так мало тут тебе»          | В. Харчишин | С. Гера                                                         | 3:32       |
| 7.    | «Математика»                 | В. Харчишин | В. Харчишин                                                     | 3:31       |
| 8.    | «Впусти мене»                | В. Харчишин | В. Харчишин / О. Барановський / В. Скуратівський / С. Біліченко | 4:28       |
| 9.    | «Відчиняй (Альбомна версія)» | В. Харчишин | В. Харчишин / С. Біліченко                                      | 3:32       |
| 10.   | «Оксана»                     | В. Харчишин | О. Барановський                                                 | 3:04       |
| 11.   | «Там де ти»                  | В. Харчишин | О. Барановський                                                 | 5:29       |
| 12.   | «Шансон»                     | В. Харчишин | В. Харчишин / О. Барановський                                   | 3:42       |
| 13.   | «Три хвилини (Відео версія)» | В. Харчишин | В. Харчишин / С. Біліченко                                      | 3:44       |
| 45:48 |                              |             |                                                                 |            |

## Музиканти
Друга Ріка
- Валерій Харчишин — вокал, бек-вокал, труба (Треки 7 та 13)
- Олександр Барановський — гітара
- Сергій Біліченко — гітара
- Віктор Скуратовський — бас-гітара
- Сергій Гера — клавішні, бек-вокал
- Олексій Дорошенко — барабани, перкусія

Запрошені музиканти
- Віталій Телезін — синтезатори, програмування (Треки 5-8, 11-13), rhodes (Трек 13), рояль (Трек 1)
- Олег Яшник — гітара (Трек 2)
- Євген Ступка — rhodes (Трек 11)
- Наталя Дзеньків — рояль (Трек 1)